# Алпинополис
Алпинополис (порт. Alpinópolis) — муниципалитет в Бразилии, входит в штат Минас-Жерайс. Составная часть мезорегиона Юг и юго-запад штата Минас-Жерайс. Входит в экономико-статистический микрорегион Пасус. Население составляет 18 690 человек на 2006 год. Занимает площадь 458,976 км². Плотность населения — 40,7 чел./км².

## История
Город основан 17 декабря 1938 года. 

## Статистика
- Валовой внутренний продукт на 2003 год составляет 76 786 334,00 реалов (данные: Бразильский институт географии и статистики).
- Валовой внутренний продукт на душу населения на 2003 год составляет 4282,80 реалов (данные: Бразильский институт географии и статистики).
- Индекс развития человеческого потенциала на 2000 год составляет 0,779 (данные: Программа развития ООН).